# Pseudapanteles ruficollis
Pseudapanteles ruficollis är en stekelart som först beskrevs av Cameron 1911.  Pseudapanteles ruficollis ingår i släktet Pseudapanteles och familjen bracksteklar. Inga underarter finns listade i Catalogue of Life.